# Nitrocementování
Nitrocementování je termochemický proces, sycení povrchu oceli uhlíkem a dusíkem současně v kyanidových solných lázních při teplotě 750 až 880 °C (po nasycení povrchu následuje ihned kalení), nebo v plynné atmosféře s přísadou čpavku při teplotách 800 až 880 °C. Čím je teplota vyšší, tím bude vyšší nasycení uhlíkem a naopak. Poté se součásti kalí do oleje, což snižuje pnutí.
Tvrdost vrstvy (700-800 HV) je nižší než u cementování, ale doba sycení povrchu je podstatně kratší.
Proces může být prováděn v různých médiích:
- v plynech
- v solné lázni
- v plazmatu (plazmové nitrocementování)